# Valverde de Júcar (kommun)
Valverde de Júcar är en kommun i Spanien.   Den ligger i provinsen Provincia de Cuenca och regionen Kastilien-La Mancha, i den centrala delen av landet, 150 km sydost om huvudstaden Madrid. Antalet invånare är 1 242. Valverde de Júcar ligger vid sjön Embalse de Alarcón.